# Segundo milénio a.C.
O segundo milénio a.C. inicia-se em 1 de janeiro de 2000 a.C. e termina em 31 de dezembro de 1001 a.C.. As culturas do Antigo Oriente Próximo estão bem dentro da era histórica: a primeira metade do milênio é dominada pelo Egito e pela Babilônia. O alfabeto se desenvolve. No centro do milênio, uma nova ordem emerge com o domínio da Grécia Minoica no Egeu e a ascensão do Império Hitita. O final do milênio vê o Colapso da Idade do Bronze e a transição para a Idade do Ferro.
Outras regiões do mundo ainda estão no período pré-histórico. Na Europa, a cultura do Vaso Campaniforme introduz a Idade do Bronze, presumivelmente associada à expansão indo-europeia. A expansão indo-iraniana atinge o planalto iraniano e o subcontinente indiano (Índia védica), propagando o uso da carruagem. A Mesoamérica entra no período Pré-Clássico (Olmeca). A América do Norte está no estágio arcaico tardio. No sudeste da Ásia marítima, a expansão austronésica atinge a Micronésia. Na África Subsaariana, começa a expansão bantu.
A população mundial aumenta de forma constante, possivelmente ultrapassando a marca de 100 milhões pela primeira vez.

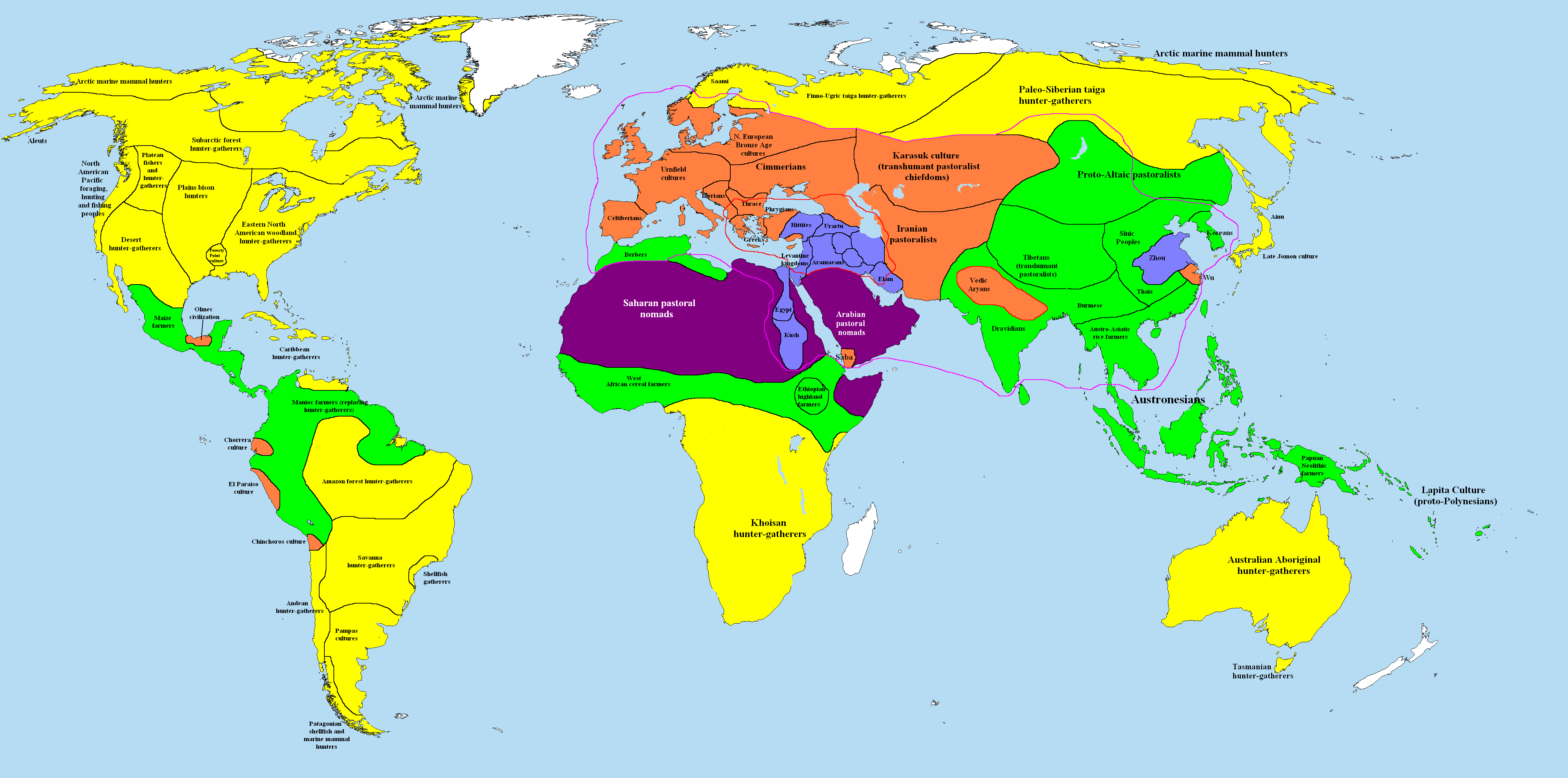
Mapa geral do mundo no final do segundo milênio a.C., codificado por cores por estágio cultural:
Caçadores-coletores Mesolíticos ou Paleolíticos
Pastores nômades
Sociedades agricultoras simples
Sociedades agricultoras complexas
Estados (reinos ou Estados-cidade)

## Visão geral

### Meados da Idade do Bronze
Despendendo grande parte de suas energias na tentativa de se recuperar da situação caótica que existia na virada do milênio, as civilizações mais poderosas da época, Egito e Mesopotâmia, voltaram sua atenção para objetivos mais modestos. Os faraós do Império Médio do Egito e seus contemporâneos Reis da Babilônia, de origem amorreu, trouxeram boa governança sem muita tirania e favoreceram a arte e a arquitetura elegantes. Mais a leste, a civilização do Vale do Indo estava em um período de declínio, possivelmente como resultado de inundações intensas e ruinosas.
As táticas militares do Egito e da Babilônia ainda eram baseadas em soldados a pé transportando seu equipamento em burros. Combinada com uma economia fraca e dificuldade em manter a ordem, esta era uma situação frágil que desabou sob a pressão de forças externas às quais eles não podiam se opor.

### Agitação do século XVI a.C.
Cerca de um século antes da metade do milênio, bandos de invasores indo-europeus vieram das planícies da Ásia Central e varreram a Ásia Ocidental e o Nordeste da África. Eles estavam montando carruagens de duas rodas movidas a cavalos, um sistema de armamento desenvolvido anteriormente no contexto da guerra nas planícies. Esta ferramenta de guerra era desconhecida entre as civilizações clássicas. Os soldados de infantaria do Egito e da Babilônia foram incapazes de se defender dos invasores: em 1630 a.C., os hicsos invadiram o delta do Nilo e, em 1595 a.C., os hititas invadiram a Mesopotâmia.

### Idade do Bronze - Final
Os povos no local se adaptaram rapidamente às novas táticas; e uma nova situação internacional resultou da mudança. Embora durante a maior parte da segunda metade do segundo milênio a.C. várias potências regionais competissem implacavelmente pela hegemonia, muitos desenvolvimentos ocorreram: houve uma nova ênfase na arquitetura grandiosa, novas modas de roupas, correspondência diplomática vívida em tábuas de argila e trocas econômicas renovadas; e o Reino do Egito desempenhou o papel da principal superpotência. Entre os grandes estados da época, apenas Babilônia se absteve de participar das batalhas, principalmente por sua nova posição como capital religiosa e intelectual do mundo conhecido.
A civilização da Idade do Bronze, em seu período final de tempo, exibia todos os seus traços sociais característicos: baixo nível de urbanização, pequenas cidades centradas em templos ou palácios reais, separação estrita de classes entre uma massa analfabeta de camponeses e artesãos; e uma poderosa elite militar, com conhecimento da escrita e educação reservados a uma pequena minoria de escribas e pronunciada vida aristocrática.
Perto do final do segundo milênio a.C., novas ondas de bárbaros, desta vez cavalgados, destruíram totalmente o mundo da Idade do Bronze; e foram seguidas por ondas de mudanças sociais que marcaram o início de diferentes tempos. Também contribuíram para as mudanças os Povos do Mar, incursores marítimos do Mediterrâneo.

## Eventos

### 2000 a.C.
- Trabalhos de metal no Peru.
- Migrações aqueias para a Grécia.
- Evolução do Império Hitita.

### 1800 a.C.
- Por essa época, apareceu a Cultura Sechin no Peru
- Entre 1800 e 1700 a.C., foram feitos os poemas sumérios Gilgamesh e Humbaba; e a narrativa do dilúvio no Atrahasis.[2]

### 1750 a.C.
- Hicsos invadem o Egito e permanecem 170 anos na região.
- Hamurabi, foi o sexto rei da primeira dinastia babilônica, n. 1810 a.C..

### 1700 a.C.
- Por volta deste período, surgiu o alfabeto semítico setentrional, base de todos os alfabetos atuais.
- Migrações jônicas e eólias para a Grécia.
- Fundação do Reino de Cuxe
- Os poemas babilônicos sobre Gilgamesh são consolidados entre 1700 e 1600 a.C..[2]

### 1600 a.C.
- Cultura Shang se desenvolve na China.
- Início da Grécia Micênica, devido a difusão das culturas minoica e aqueia.
- Entre 1600 e 1300 a.C., os poemas babilônicos de Gilgamesh passam a serem transmitidos.[2]
- De acordo com a tradição hebraica, em algum ano do século XVI a.C., fortes secas obrigaram os hebreus a deixarem a Palestina e migrarem para o Egito.

### 1580 a.C.
- Hicsos são expulsos e os hebreus passam a ser perseguidos no Egito.

### 1500 a.C.
- O povo ancestral Lápita da Oceania descobre as Fiji.

### 1450 a.C.
- Por volta deste ano, os Vedas, escritos sagrados dos hindus, foram compostos.

### 1400 a.C.
- Provável data da destruição da Civilização Minoica, em [

### 1369 a.C.
- Por volta deste ano, o faraó Amenófis IV muda seu nome para Aquenáton e institui uma religião monoteísta, consagrando o deus Aton.

### 1300 a.C.
- A edição canônica em acádio da história de Gilgamesh, Ele que o abismo viu, é realizada entre 1300 e 1200 a.C..[2]

### 1279 a.C.
- Início do reinado de Ramessés II, que duraria 67 anos. O seu reinado foi possivelmente o mais prestigioso da história egípcia, tanto no aspecto económico, administrativo, cultural e militar.
- De acordo com os relatos bíblicos, por volta desta época os hebreus conseguem deixar o Egito. O episódio é conhecido como Êxodo, ou fuga, e segundo a tradição judaica-cristã-islâmica, teria sido liderado por Moisés

### 1250 a.C.
- Por volta deste ano, os fenícios constroem as cidade de Tiro e Sídon.
- Cultura olmeca se desenvolve no México.

### 1206 a.C.
- Falece Tuculti-Ninurta I (1442 a. C. - 1206 a. C.), líder dos Assírios.

### 1200 a.C.
- Guerra de Troia.
- Invasão dórica.
- Fim da Civilização Micênica.
- Fim da Cultura Sechin.

### 1184 a.C.
- 24 de Abril - Esta é a data tradicional da entrada dos gregos em Troia usando o Cavalo de Troia.

### 1100 a.C.
- Por volta deste ano, surge o alfabeto fenício, o primeiro com 22 letras.

### 1027 a.C.
- Por volta deste ano, a Dinastia Shang é destronada pela Dinastia Zhou, na China.

### 1021 a.C.
- Ano em que o Reino de Israel é fundado.

### 1005 ou 1004 a.C.
- Um dos prováveis anos de fundação da cidade de Jerusalém.